# St. Cloud (Minnesota)
St. Cloud – miasto w północnej części Stanów Zjednoczonych, w stanie Minnesota. Położone w hrabstwie Sherburne.
Z St. Cloud pochodzi Alise Post, amerykańska kolarka BMX, medalistka olimpijska i mistrzostw świata.
W mieście rozwinął się przemysł maszynowy, papierniczy, metalowy oraz taboru kolejowego.